# 'A canzuncella (Album)
'A canzuncella è il quinto album di studio del gruppo musicale italiano degli Alunni del Sole, pubblicato nel 1977.

## Tracce
1. La stanza delle illusioni, dei ricordi e della realtà
2. Zingarella
3. In certi momenti
4. Teresa vendeva
5. Scusa
6. Cercavo proprio te
7. Scrivere una poesia
8. Una come te
9. 'A canzuncella

## Formazione
- Paolo Morelli (pianoforte e voce)
- Bruno Morelli (chitarre)
- Giulio Leofrigio (batteria)
- Giampaolo Borra (basso)